# Vasile Alexandru
Vasile Alexandru (Bucarest, 18 luglio 1935) è un ex calciatore rumeno, di ruolo centrocampista.

## Palmarès

### Club

#### Competizioni nazionali
- Campionato rumeno: 2

Dinamo Bucarest: 1955, 1961-1962
- Coppa di Romania: 2

Dinamo Bucarest: 1958-1959
U Cluj: 1964-1965

## Statistiche

### Cronologia presenze e reti in Nazionale
| Cronologia completa delle presenze e delle reti in nazionale ― Romania | Cronologia completa delle presenze e delle reti in nazionale ― Romania | Cronologia completa delle presenze e delle reti in nazionale ― Romania | Cronologia completa delle presenze e delle reti in nazionale ― Romania | Cronologia completa delle presenze e delle reti in nazionale ― Romania | Cronologia completa delle presenze e delle reti in nazionale ― Romania | Cronologia completa delle presenze e delle reti in nazionale ― Romania | Cronologia completa delle presenze e delle reti in nazionale ― Romania |
| Data                                                                   | Città                                                                  | In casa                                                                | Risultato                                                              | Ospiti                                                                 | Competizione                                                           | Reti                                                                   | Note                                                                   |
| ---------------------------------------------------------------------- | ---------------------------------------------------------------------- | ---------------------------------------------------------------------- | ---------------------------------------------------------------------- | ---------------------------------------------------------------------- | ---------------------------------------------------------------------- | ---------------------------------------------------------------------- | ---------------------------------------------------------------------- |
| 26-10-1958                                                             | Bucarest                                                               | Romania                                                                | 1 – 2                                                                  | Ungheria                                                               | Amichevole                                                             | -                                                                      |                                                                        |
| 2-11-1958                                                              | Bucarest                                                               | Romania                                                                | 3 – 0                                                                  | Turchia                                                                | Qual. Euro 1960                                                        | -                                                                      |                                                                        |
| 26-4-1959                                                              | Istanbul                                                               | Turchia                                                                | 2 – 0                                                                  | Romania                                                                | Qual. Euro 1960                                                        | -                                                                      |                                                                        |
| 19-7-1959                                                              | Mosca                                                                  | Unione Sovietica                                                       | 2 – 0                                                                  | Romania                                                                | Olimpiadi 1960                                                         | -                                                                      |                                                                        |
| 2-8-1959                                                               | Bucarest                                                               | Romania                                                                | 0 – 0                                                                  | Unione Sovietica                                                       | Olimpiadi 1960                                                         | -                                                                      |                                                                        |
| 1-5-1960                                                               | Sofia                                                                  | Bulgaria                                                               | 2 – 1                                                                  | Romania                                                                | Olimpiadi 1960                                                         | -                                                                      |                                                                        |
| 29-5-1960                                                              | Bratislava                                                             | Cecoslovacchia                                                         | 3 – 0                                                                  | Romania                                                                | Qual. Euro 1960                                                        | -                                                                      |                                                                        |
| 23-10-1965                                                             | Ankara                                                                 | Turchia                                                                | 2 – 1                                                                  | Romania                                                                | Qual. Mondiali 1966                                                    | -                                                                      |                                                                        |
| Totale                                                                 |                                                                        | Presenze                                                               | 8                                                                      |                                                                        | Reti                                                                   | 0                                                                      |                                                                        |